# Cianamida
La cianamida (en anglès:Cyanamide) és un compost orgànic amb la fórmula CN₂H₂. És un sòlid blanc que es fa servir molt en agricultura i en la producció de productes farmacèutics i d'altres compostos orgànic. Al Canadà, Europa i el Japó també es fa servir per dissuadir, tenir repulsió, a l'alcohol (contra l'alcoholisme). La molècula de la cianamida té un grup nitril unit a un grup amino. Malgrat tenir una estructura similar a la de l'àcid cianhídric, no és tòxica. Els seus derivats es coneixen com a cianamides, la més comuna és la cianamida de calci (CaCN₂).
La cianamida existeix en dues formes de tautòmers, un amb la connectivitat NCNH₂ i l'altre amb la fórmula HNCNH ("tautòmer diimida"). La forma NCNH₂ domina.

## Producció, reaccions, usos
La cianamida es produeix per hidròlisi de la cianamida de calci, la qual al seu torn es prepara a partir del carbur de calci via el procés Frank-Caro.
CaCN₂ + H₂O + CO₂ → CaCO₃ + H₂NCN
La cianamida (als Estats Units amb la marca comercial Dormex) és un activador de la vegetació que s'aplica a la primavera per estimular l'obertura uniforme dels borrons, la foliació primerenca i la florida. El Dormex pot compensar demanera efectiva la manca d'hores de fred (en els llocs relativament càlids) acumulades, per exemple pels arbres fruiters com els presseguers. Una dosi excessiva pot fer mal als arbres fruiters.
La cianamida es degrada via hidròlisi a urea u fertilitzant altament nitrogenat. Els microorganismes com el fongi Myrothecium verrucaria, acceleren el procés usant l'enzim cianamida hidratasa.

## Seguretat
La cianamida té una modesta toxicitat en humans, però és irritant i pot causar altres problemes